# Antuan Ilgit
Antuan Ilgit SJ, né le 22 juin 1972 à Hersbruck, est un prélat catholique turc nommé évêque auxiliaire du vicariat apostolique d'Anatolie le 28 août 2023 par le pape François.

## Biographie
Antuan Ilgit naît le 22 juin 1972 à Hersbruck (Allemagne) de parents immigrés turcs. Après avoir déménagé en Turquie, à Mersin, avec ses parents, il se convertit de l'islam au catholicisme à l'adolescence et obtient son diplôme en administration publique en 1994 à la Faculté des sciences économiques et administratives de l'université Gazi d'Ankara.
Après une expérience de vie religieuse dans l'ordre des Frères mineurs capucins, il entre au noviciat de la Compagnie de Jésus (Province d'Italie) le 1er novembre 2005,. En 2007, il prononce ses premiers voeux. Il est ordonné diacre le 18 avril 2009, puis prêtre le 26 juin 2010 à Rome.
En 2008, il obtient un baccalauréat en théologie à l'université pontificale grégorienne et, en 2011, une licence en théologie morale avec spécialisation en bioéthique à l'Académie alphonsienne de l'université pontificale du Latran.
Envoyé ensuite aux États-Unis pour poursuivre ses études, il obtient une maîtrise en éthique médicale à l'université Saint-Joseph de Philadelphie en 2013 et un doctorat en théologie morale à la School of Theology and Ministry du Boston College en 2017.
De septembre 2020 à avril 2021, il effectue sa dernière année de formation (Terza Probazione) à Salamanque (Espagne). Il fait sa profession solennelle dans la Compagnie de Jésus le 19 novembre 2022.
Il a exercé les fonctions suivantes : assistant du curé de la communauté catholique turcophone de la paroisse de Meryemana à Ankara; économe de la communauté des pères jésuites (2010-2011) ; animateur, formateur et père spirituel au séminaire pontifical interrégional Campano de Naples (2017-2020) ; chargé de cours en théologie morale et bioéthique à la section San Luigi de la faculté de théologie pontificale de l'Italie du sud  (de 2017 à aujourd'hui).
Depuis 2022, il est vicaire général et chancelier du vicariat apostolique d'Anatolie, ainsi que coordinateur national pour la pastorale des jeunes et des vocations de la Conférence épiscopale de Turquie,. 
Le 28 août 2023, le pape François le nomme évêque auxiliaire du vicariat apostolique d'Anatolie,. Il est ordonné évêque le 25 novembre 2023 par Paolo Bizzeti (en).
Le 25 novembre 2024, il est nommé administrateur apostolique sede vacante et ad nutum Sanctae Sedis du vicariat apostolique d'Anatolie à la suite de la démission du vicaire apostolique Paolo Bizzeti (en),,.